# Senat de Guinea Equatorial
El Senat de Guinea Equatorial és la cambra alta del Parlament de Guinea Equatorial.

## Història
El Senat es va establir després de les reformes constitucionals a la Llei Fonamental de Guinea Equatorial de 1991 aprovades en un referèndum constitucional el 2011 i promulgat al febrer de 2012. Les primeres eleccions van tenir lloc el maig de 2013.

## Membres
El Senat té 70 membres, dels quals 55 són elegits i 15 són nomenats pel president de Guinea Equatorial.

## Resultat de les eleccions al Senat de 2013
| Partit                                                                   | Vots | % | Escons |
| ------------------------------------------------------------------------ | ---- | - | ------ |
| Partit Democràtic de Guinea Equatorial                                   |      |   | 54     |
| Convergència per a la Democràcia Social                                  |      |   | 1      |
| Membres nomenats                                                         | –    | – | 15     |
| Total                                                                    |      |   | 70     |
| Fonts: Govern de Guinea Equatorial Arxivat 2016-03-03 a Wayback Machine. |      |   |        |